# Além Guadiana
Além Guadiana foi uma associação cultural que tinha como objetivo a promoção da cultura e língua portuguesas na Espanha, especialmente nas vilas de Olivença e Talega. A associação foi criada em 2008 por oliventinos.

## Objetivos
A Além Guadiana na sua página oficial na Internet (que ainda existe) enumerou os seus objetivos:

Apoiar as diferentes manifestações (língua, música, tradições, etc.) de raiz portuguesa em Olivença.
Sensibilizar cidadãos e instituições oliventinos sobre a necessidade de preservar e dinamizar a nossa cultura portuguesa.
Fomentar o conhecimento de Portugal e dos países da lusofonia.
Contribuir para o bilinguismo através da promoção da língua de Camões e da recuperação do português oliventino.
Apresentar aos organismos e administrações propostas que contribuam para a valorização do rico património cultural oliventino.
Desfrutar do contacto com Portugal através de viagens, da música, da gastronomia, da arte, da literatura, etc.
Desenvolver laços de cooperação e de amizade com Portugal.
Fortalecer a singularidade de Olivença como ponto de encontro das culturas portuguesa e espanhola.— Além Guadiana

## Obtenção da nacionalidade portuguesa
A associação Além Guadiana foi crucial para a outorga da nacionalidade portuguesa para os naturais de Olivença e Táliga que a desejem ter. De facto, em 2015, cinquenta e oito oliventinos receberam o cartão do cidadão, mais os cento e cinquenta que já o têm.  Posteriormente, foram muitos mais.